# Macropsis mexicana
Macropsis mexicana är en insektsart som beskrevs av Hamilton 1983. Macropsis mexicana ingår i släktet Macropsis och familjen dvärgstritar. Inga underarter finns listade i Catalogue of Life.